# Portugalscy posłowie do Parlamentu Europejskiego 2024–2029
Portugalscy posłowie IX kadencji do Parlamentu Europejskiego zostali wybrani w wyborach przeprowadzonych 26 maja 2019, w których wyłoniono 21 deputowanych.

## Posłowie według list wyborczych
Partia Socjalistyczna
- Marta Temido
- Francisco Assis
- Ana Catarina Mendes
- Bruno Gonçalves
- André Rodrigues
- Carla Tavares
- Isilda Gomes
- Sérgio Gonçalves

Sojusz Demokratyczny
- Sebastião Bugalho (PSD)
- Paulo Cunha (PSD)
- Ana Miguel Pedro (CDS-PP)
- Hélder Sousa Silva (PSD)
- Lídia Pereira (PSD)
- Sérgio Humberto (PSD)
- Paulo do Nascimento Cabral (PSD)

Chega
- António Tanger Corrêa
- Tiago Moreira de Sá

Inicjatywa Liberalna
- João Cotrim de Figueiredo
- Ana Vasconcelos Martins

Blok Lewicy
- Catarina Martins

Unitarna Koalicja Demokratyczna
- João Oliveira